# Ludvig Koch
Hans Ludvig Schielderup Parelius Koch (født 29. juli 1837 i Vodder Sogn, død 19. oktober 1917) var en dansk præst og historiker.
Koch var søn af præst og senere provst Hans Peter Gyllembourg Koch og hustru Karen Magdalene Amalia Parelius og halvbror til Valdemar Koch. Koch blev student fra Nykøbing Falster i 1856 og derefter cand. theol. i 1861. Han var medlem af Det kongelige danske Selskab for Fædrelandets Historie.
Ludvig Koch har ifølge Salmonsens Konversationsleksikon blandt andet udgivet følgende:
- En gammel Præsts Erindringer (1912)[4]
- Lucie Horluck. En Levnedstegning delvis i Selvbiografi (1913)
- Den danske Kirkes Historie 1801-54 (1879, 1883)
- Den danske Landsbyskoles Historie til 1848 (1882)
- Christian VI's Historie (1886)